# Алари, Белла
Изабелла Огастин «Белла» Алари (англ. Isabella Augustine "Bella" Alarie; род. 23 апреля 1998 в Вашингтоне, Округ Колумбия) — американская профессиональная баскетболистка, выступала в женской национальной баскетбольной ассоциации за команду «Даллас Уингз», которой она была выбрана на драфте ВНБА 2020 года в первом раунде под общим пятым номером. Играла на позиции центровой и тяжёлого форварда.

## Ранние годы
Белла родилась 23 апреля 1998 года в городе Вашингтон (округ Колумбия) в семье Марка Алари, бывшего игрока НБА, и Рене Огастин, у неё есть два брата, Кристиан и Александер, а училась там же в национальной кафедральной школе, в которой выступала за местную баскетбольную команду.

## Студенческая карьера
Алари играла в баскетбол в Принстонском университете за команду Princeton Tigers. Она трижды становилась лучшим игроком года в Ivy League (Лиги плюща) (с 2018 по 2020 год). За свою карьеру в Принстоне Алари играла во всех 106 матчах с сезона 2016-17 по сезон 2019-20.